# Мизилишеми
Мизилишèми (на сицилиански и на италиански: Misiliscemi) е италианска община с  в Свободния общински консорциум на Трапани (наследник на Провинция Трапани) в Регион Сицилия.
Това е разпръсната община, състояща се от 8 подселища, създадена през 2021 г. чрез отделяне от град Трапани. Към 1 януари 2023 г. населението на общината е 8523 жители.

## География
Територията на общината се простира на 93 км². Характеризира се главно с равнинни райони. Къпе се от Сицилийско море на териториите на Марауза и Салинагранде, докато вътрешната ѝ част е предимно хълмиста. В района има и няколко солници. 
Най-важният поток е Мизилишеми, който пресича всичките осем местности, които са станали автономни общини и който е сух през по-голямата част от годината. 

## Административно деление и население
Населеният район изглежда като разпръсната община, тъй като наименованието е различно от това на местността, в която се намира местната власт. Състои се от осем подселища: Фонтанасалса, Гуарато, Рилиево, Локогранде, Марауза, Палма, Салинагранде и Пиетреталяте.
Граничи със следните 3 общини: Пачеко, Трапани и Марсала. Намира се на 72 km от Палермо и на 227 km от Катания.
Към 1 януари 2023 г. населението на общината е 8523 жители, от които 425 чужди граждани, сред които преобладават тези на Пакистан (84 души) и Румъния (81 души). Български граждани липсват.

## Топография
Територията се е пресичала от потока Мизилишеми, извиращ от хълма Мизилишеми и вливащ се в Средиземно море близо до солникцата Сан Франческо. Мястото също е граничело с древната пътека Regia del Mazaro – „Арабският път“, която е маркирала маршрута от града към провинцията в продължение на много години и която най-вероятно е наследила древния маршрут на римския консулски път, който е свързвал Дрепанум (Трапани) с Лилибеум (Марсала).
Името Misiliscemi произлиза от Masil Escemmu, от арабския термин Manzil-al-Escemmu, което означава „високо място, където тече вода". Всъщност местността, на около 100 метра надморска височина, някога е била пълна с извори.
Топонимът Masil припомня плътната поредица от Manzil, с които е била осеяна Сицилия. „Манзилите“ са били „места за почивка, където да слезнеш от коня си“, вероятно селски къщи, обитавани от няколко семейства. В югозападната част на територията на днешните общини Трапани и Пачеко е имао осем територии, три от които са били автентични манзили.

## История
Община Мизилишеми е създадена с Регионален закон № 3 от 10 февруари 2021 г., публикуван на 19 февруари, чрез отделяне на територия от община Трапани.
От 16 април 2021 г. до 13 ноември 2022 г. институцията е ръководена от извънреден комисар, назначен от съвета на Регион Сицилия, който остава на поста до избора на кмет и съвет, който се провежда на 13 ноември 2022 г. Временният адрес на управление, в очакване на одобрението на общинския статут, остава в община Трапани.
Първите избори за висше ръководство на общинската администрация, предвидени за юни 2022 г., са отложени.
След първите избори на 13 ноември 2022 г. избраният кмет е Салваторе Антонино Таларита.

## Инфраструктура и транспорт

### Пътища
- A29 dirA Diramazione per Birgi изходи Марауза и Трапани Запад/Марсаа/Фонтанасалса
- SS 115 изход Гуарато

### Железници
- Гара Марауза

### Летища
- Летище Трапани-Бирджи